# Ралф Литл
Ралф Аластер Џон Литл (енгл. Ralf Alastair John Little; Олдам, 8. фебруар 1980) је британски глумац. Литл је најпознатији по улози Невила Паркера у крими-драмедији Смрт у рају.